# Ineffabilis Deus
Ineffabilis Deus est une constitution apostolique de Pie IX définissant ex cathedra le dogme de l'Immaculée Conception de  Marie. Le décret fut promulgué le 8 décembre 1854, à la date de la fête de l'Immaculée Conception.
La bulle commence par exposer le sentiment de l'Église, à savoir que, bien que le Dieu ineffable ait prévu de toute éternité la ruine en laquelle la transgression d’Adam devait entraîner tout le genre humain, Marie resta toujours sans tache.
Puis elle explique la raison de ce privilège : la maternité divine. Il convenait que Marie fût entièrement préservée même de la tache du péché originel et qu'elle remportât ainsi le plus complet triomphe sur le serpent.
Le décret survole l'histoire de cette croyance dans la tradition chrétienne, en mentionnant ses racines œcuméniques et byzantines, à l'origine de l'antique fête de la Conception de Marie. Elle mentionne aussi l'appui universel des évêques catholiques lorsque ceux-ci furent interrogés à savoir s'ils croyaient en ce dogme, même si, historiquement les oppositions furent nombreuses chez les théologiens et historiens de l'Église et que le pape imposa ce dogme .
La déclaration dogmatique est exprimée vers la fin du document :

« Nous déclarons, Nous prononçons et définissons que la doctrine qui enseigne que la Bienheureuse Vierge Marie, dans le premier instant de sa Conception, a été, par une grâce et un privilège spécial du Dieu Tout-Puissant, en vue des mérites de Jésus-Christ, Sauveur du genre humain, préservée et exempte de toute tache du péché originel, est révélée de Dieu, et par conséquent qu'elle doit être crue fermement et constamment par tous les fidèles »

Le décret a été formulé pour dire que l'Immaculée Conception n'était pas tellement une nécessité logique, mais qu'elle était plutôt un don gratuit de Dieu.